# Joseph Le Pevedic
 (mai 2025).
Joseph Le Pevedic, né le 3 décembre 1879 à Ploemel et décédé le 9 octobre 1964 à Vannes, est un homme politique français.

## Décoration
- Médaille d'honneur départementale et communale, échelon or, au titre d' « ancien député, conseiller général, maire de Ploemel » (1955)[1]

## Mandats nationaux
Député du Morbihan de 1928 à 1940. Il est resté célèbre pour son côté "rustique" qu'il cultivait pour entretenir sa grande popularité. Siégeant souvent en costume breton, il n'avait pas son pareil pour occuper les antichambres ministérielles jusqu'à ce qu'il obtienne satisfaction.
Il est membre de l'Alliance démocratique

## Mandats locaux
- Maire de Ploemel de 1908 à 1964
- Conseiller général du canton de Belz